# Scholengemeenschap voor Katholiek Secundair Onderwijs Antwerpen-Oost
De Scholengemeenschap voor Katholiek Secundair Onderwijs Antwerpen-Oost is een katholieke scholengemeenschap bestaande uit de volgende secundaire scholen:
- Onze-Lieve-Vrouwecollege in Antwerpen (ASO, Jezuïeten)
- Scheppersinstituut in Deurne en  Antwerpen (ASO, BSO, TSO)
- Instituut Sint-Maria in Antwerpen (BSO, KSO, TSO)
- Xaveriuscollege in Borgerhout (ASO, Jezuïeten)
- Sint-Lucas kunstsecundair in Antwerpen KSO